# ヨーン・ヤール
ヨーン・ヤール(スウェーデン語:Jon jarl、1206年没?)は、12世紀末から13世紀初めのスウェーデン王国のヤール。伝説的な人物である。
1320年代以降に成立したエリクの年代記によれば、ヨーン・ヤールは初期のスウェーデン・ノヴゴロド戦争でロシア人やイングリア人との戦いに明け暮れたという。歴史的にはヨーンの実在の証拠はないが、リンシェーピング大聖堂に埋葬されている「ヨハネス・ドゥクス」という人物と同一ではないかと考えられている。
15世紀の神学者・歴史家エリクス・オライによると、ヨーン・ヤールは1206年にメーラレン湖畔のエーケレーの自邸でロシア人海賊に殺害された。